# Немилянка
Немилянка (рос. Немылянка) — річка в Україні, у Звягельському району Житомирської області. Права притока річки Случ (басейн Прип'яті).

## Опис
Довжина річки 24 км., похил річки — 0,55 м/км., найкоротша відстань між витоком і гирлом — 20,34 км, коефіцієнт звивистості річки — 1,18, площа басейну водозбору 96,7  км². Річка формується притокою, багатьма безіменними струмками та загатами.

## Розташування
Бере початок на південно-західній околиці селища Довбиш. Тече переважно на північний захід через Адамівку, Кам'яний Брід, Немильню. На східній околиці села Кикова впадає у річку Случ, притоку Горині.

## Притоки
- Шабер (права).

## Риби Немилянки
У річці водиться щука звичайна, карась звичайний, окунь, пічкур та плітка звичайна.